# Bosrandparelmoervlinder
De bosrandparelmoervlinder (Argynnis adippe, synoniem: Fabriciana adippe) is een vlinder uit de familie Nymphalidae (vossen, parelmoervlinders en weerschijnvlinders). Vroeger werd de soort ook wel adippevlinder genoemd. De voorvleugellengte bedraagt 24 tot 31 millimeter. De soort komt verspreid over het Palearctisch gebied voor en vliegt van juni tot in augustus. De vlinder vliegt in gebieden op hoogtes tot 2100 meter boven zeeniveau.
De bosrandparelmoervlinder is makkelijk te verwarren met bijvoorbeeld de grote parelmoervlinder (Argynnis aglaja) en de duinparelmoervlinder (Argynnis niobe).

## Waardplanten
De waardplanten van de bosrandparelmoervlinder zijn soorten viooltjes. De soort overwintert als ei.

## Voorkomen in België en Nederland
In Nederland is de bosrandparelmoervlinder sinds 1976 geen standvlinder meer, maar zo nu en dan worden zwervers gezien, vooral in Zuid-Limburg, maar in 2006 ook in Schiedam. Uit Vlaanderen is de soort verdwenen, in Wallonië is de soort zeldzaam.